# Asterismo (punteggiatura)
L'asterismo, detto anche triangolo di asterischi, è un carattere tipografico quasi mai adoperato nei romanzi e con grande rarità nelle riviste; esso consiste graficamente in un triangolo equilatero di tre comuni asterischi sistemati a poca distanza gli uni dagli altri (⁂). Il suo nome deriva dall'omonimo termine che in astronomia indica un gruppo di almeno tre stelle apparentemente ravvicinate (in greco ἀστερίσκος, ovvero "asterisco", è diminutivo di ἀστερ, cioè stella). Nella lettura l'asterismo è considerato un simbolo di pausa, equivalente a un punto fermo.

## Utilizzo
Come già detto, non si suole ormai fare un largo uso di questo simbolo: malgrado sia simile all'asterisco, esso non rimanda infatti a note a piè di pagina. Nei pochi casi in cui è adoperato, esso funge da separatore tra paragrafi: il sistemarlo nello spazio libero tra un testo e l'altro indica perciò una netta separazione. D'altronde il fatto che tale simbolo sia raro sulle tastiere e poco conosciuto determina il suo scarso utilizzo, per cui si preferisce utilizzare in sua vece una maggiore spaziatura verticale tra i paragrafi. Il codice adoperato per digitarlo in Unicode è U+2042, cui corrisponde ⁂.
A volte questo glifo viene sostituito da tre, o più, asterischi o punti. Inoltre può venir sostituito da uno spazio supplementare tra i paragrafi da dividere. Un asterismo o un segno equivalente può essere usato insieme a uno spazio supplementare per indicare una suddivisione in sottocapitoli.
Non deve essere confuso con il segno ∴ (Unicode character U+2234), molto simile ma costruito con tre punti. Questo simbolo viene usato come abbreviazione di "perciò" o "quindi" nella logica in quanto rappresenta la forma inversa di ∵ qualche volta usato come abbreviazione di  "perché".

### LaTeX
In LaTeX, l'asterismo può essere inserito definendo un nuovo comando \asterismo con la seguente istruzione:
```
 
\newcommand
{
\asterismo
}{
\smash
{
% 

    
\raisebox
{
-.5ex
}{
% 

      
\setlength
{
\tabcolsep
}{
-.5pt
}
% 

      
\begin
{
tabular
}{
@
{}
cc@
{}}
%

        
\multicolumn
2c*
\\
[-2ex]
*
&
*
% 

      
\end
{
tabular
}}}}

```